# Tosas
Tosas (en catalán y oficialmente Toses) es un municipio español de la provincia de Gerona situado en la comarca del Ripollés, en el valle de Toses, Cataluña. Además de la capital municipal, comprende las poblaciones de Dòrria, Fornells de la Muntanya y Nevà. Se encuentra al norte de Ribas de Freser.

## Toponimia
En los censos de población el municipio se ha ido llamando sucesivamente Valle de Tosas, San Cristóbal de Tosas, Tosas y Toses.

## Geografía
Integrado en la comarca de Ripollés, se sitúa a 130 kilómetros de la capital provincial. El término municipal está atravesado por la carretera nacional N-260, entre los pK 140 y 155, y por carreteras locales que permiten la comunicación con los municipios vecinos de Castellar de n'Hug e Isòvol. El puerto de Toses (1800 metros) comunica por la carretera nacional la comarca de Ripollés con la comarca de Cerdanya. Al sur se extiende la comarca de Bergadà, perteneciente a la provincia de Barcelona. 
El municipio está definido por la cabecera del valle del río Rigard, la cordillera axial de los Pirineos por el norte, y las sierras que enlazan las sierra de Moixeró con la sierra de Montgrony por el sur. La zona pirenaica se extiende desde el pico de la Bassa (2029 metros) hasta Puig de Dòrria (2547 metros). Otras montañas destacables en la zona pirenaica son Coma Morera (2209 metros) y Gorrablanc ( 2495 metros). Por las sierras del sur, destacan La Creueta (2067 metros), La Moixera (1996 metros), Pedra Picada (2013 metros) o Tossal de Meians (2055 metros), entre otros. La altitud oscila entre los 2547 metros al noreste (Puig de Dòrria) y los 1100 metros a orillas del río Rigard. El pueblo se alza a 1444 metros sobre el nivel del mar. 
| Noroeste: Alp                            | Norte: Francia                      | Nordeste: Francia y Planoles |
| Oeste: Alp                               |                                     | Este: Planoles               |
| Suroeste: Castellar de n'Hug (Barcelona) | Sur: Castellar de n'Hug (Barcelona) | Sureste: Planoles y Gombrèn  |

## Demografía
Tosas cuenta con una población de 191 habitantes (INE 2024).

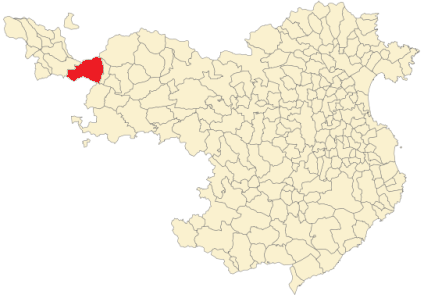
Situación de Toses en la provincia de Gerona

| Gráfica de evolución demográfica de Tosas entre 1842 y 2021                                                         |
| |
| Población de derecho según los censos de población del INE Población de hecho según los censos de población del INE |